# Valerie Bertinelli
Valerie Anne Bertinelli (Wilmington, 23 aprile 1960) è un'attrice e conduttrice televisiva statunitense.

## Biografia
Sua madre, Nancy Lee Carvin, è di origine inglese e suo padre Andrew, nato Andrea Francesco Bertinelli, impiegato della General Motors, è di origine italiana, figlio di Nazzareno Bertinelli e Angelina Crosa, sua seconda moglie, emigrati nel 1924 da Scheggia e stabilitisi a Scranton. Da parte della madre, è una discendente diretta di Edoardo I d'Inghilterra.
È nota per aver preso parte dal 1975 al 1984 alla serie televisiva Giorno per giorno. Dal 2010 al 2015 è stata co-protagonista della sitcom Hot in Cleveland.
Nel 1981 ha sposato il chitarrista Eddie van Halen dell'omonimo gruppo rock, dal quale ha divorziato nel 2007; i due hanno avuto un figlio, Wolfgang "Wolfie" William van Halen, nato nel 1991.

## Filmografia parziale

### Cinema
- C.H.O.M.P.S., regia di Don Chaffey (1979)
- Eroe comune (Ordinary Heroes), regia di Peter H. Cooper (1986)
- Number One with a Bullet, regia di Jack Smight (1987)
- Saved!, regia di Brian Dannelly (2005) - cameo

### Televisione
- Apple's Way – serie TV, 1 episodio (1974)
- Giorno per giorno (One Day at a Time) – serie TV, 207 episodi (1975-1984)
- The CBS Festival of Lively Arts for Young People – serie TV, 1 episodio (1978)
- Nel tunnel dei misteri con Nancy Drew e gli Hardy Boys (The Hardy Boys/Nancy Drew Mysteries) – serie TV, 1 episodio (1978)
- Young Love, First Love, regia di Steven Hilliard Stern – film TV (1979)
- The Promise of Love, regia di Don Taylor – film TV (1980)
- Sposa per corrispondenza (I Was Mail Order Bride), regia di Marvin J. Chomsky – film TV (1982)
- The Seduction of Gina, regia di Jerrold Freedman – film TV (1984)
- Shattered Vows, regia di Jack Bender – film TV (1984)
- Testimoni silenziosi (Silent Witness), regia di Michael Miller – film TV (1985)
- Nel regno delle fiabe (Faerie Tale Theatre) – serie TV, 1 episodio (1986)
- Rockabye, regia di Richard Michaels – film TV (1986)
- Conquisterò Manhattan (I'll Take Manhattan) – miniserie TV, 2 episodi (1987)
- Pancho Barnes - una vita per il volo, regia di Richard T. Heffron – film TV (1988)
- Taken Away, regia di John Patterson – film TV (1989)
- Sydney – serie TV, 13 episodi (1990)
- Storia di ordinaria violenza (In a Child's Name) - miniserie TV, 2 episodi (1991)
- Murder of Innocence, regia di Tom McLoughlin – film TV (1993)
- Café Americain – serie TV, 18 episodi (1993-1994)
- The Haunting of Helen Walker, regia di Tom McLoughlin – film TV (1995)
- La mia vita per una vita (A Case for Life), regia di Eric Laneuville – film TV (1996)
- Due madri per Zachary (Two Mothers fo Zachary), regia di Peter Werner (1996) – film TV
- Night Sins, regia di Robert Allan Ackerman (1997) – film TV
- Wilderness Love, regia di Jeffrey Reiner – film TV (2000)
- Il tocco di un angelo (Touched by an Angel) – serie TV, 44 episodi (2001-2003)
- Finding John Christmas, regia di Patrick Williams – film TV (2003)
- Claire, regia di Stephen Bridgewater – film TV (2007)
- Boston Legal – serie TV, 1 episodio (2008)
- Che fatica fare la star! (True Confessions of a Hollywood Starlet), regia di Tim Matheson – film TV (2008)
- Hot in Cleveland – serie TV, 128 episodi (2010-2015)
- Il mistero delle lettere perdute (Signel, Sealed, Delivered) – serie TV, 2 episodi (2013)
- The Daly Show – serie TV, 1 episodio (2014)

## Riconoscimenti
- Golden Globe
  - 1981 – Migliore attrice non protagonista per serie, miniserie o film per la televisione per Giorno per giorno
  - 1982 – Miglior attrice non protagonista per serie, miniserie o film per la televisione per Giorno per giorno

- Young Artist Award
  - 1981 – Candidatura per il best young comedienne per Giorno per giorno

- TV Land Award
  - 2005 – Favorite singing per Giorno per giorno

## Doppiatrici italiane
Nelle versioni in italiana dei suoi film, Valerie Bertinelli è stata doppiata da:
- Laura Latini in La mia vita per una vita
- Tatiana Dessi in Il tocco di un angelo
- Antonella Baldini in Hot in Cleveland
- Paola Majano in Il mistero delle lettere perdute